# 埃爾克鎮區 (伊利諾伊州傑克遜縣)
埃爾克鎮區（英語：Elk Township）是位於美國伊利諾伊州傑克遜縣的一個行政鎮區。

## 地方資料
根據2010年美國人口普查的數據，埃爾克鎮區的面積為96.50平方千米，當中陸地面積為93.00平方千米，而水域面積為3.50平方千米。當地共有人口1838人，而人口密度為每平方千米19.05人。